# 尼利鎮區 (內布拉斯加州安蒂洛普縣)
尼利鎮區（英語：Neligh Township）是位於美國內布拉斯加州安蒂洛普縣的一個行政鎮區。

## 地方資料
尼利鎮區的面積為90.04平方千米，當中陸地面積為89.60平方千米，而水域面積為0.43平方千米。根據2020年美國人口普查的數據，當地共有人口242人，而人口密度為每平方千米2.69人。